# Die Stadt der Blinden (Roman)
Die Stadt der Blinden (im portugiesischen Original «Ensaio sobre a cegueira», wörtlich „Aufsatz über die Blindheit“) ist ein Roman von José Saramago, der 1995 erschien.

## Inhalt
Die Handlung beginnt an einer Kreuzung, als ein Autofahrer plötzlich erblindet. Nach und nach ereilt alle Leute, die in seiner unmittelbaren Umgebung waren, das gleiche Schicksal. Es gibt keine Erklärung für die plötzliche Erblindung so vieler unterschiedlicher Menschen, geschweige denn ein Heilmittel gegen die Krankheit.
Als die Blindheit immer weiter fortschreitet, stellt die ratlose Regierung die Erkrankten in einem verlassenen Irrenhaus unter Quarantäne, um eine weitere Ausbreitung zu vermeiden. Sie werden von Soldaten bewacht, die den Befehl haben, jeden Fliehenden zu erschießen. Obwohl es weder sauberes Wasser noch funktionierende sanitäre Anlagen gibt, ist die Situation anfangs aufgrund der geringen Anzahl von Internierten noch erträglich. Doch in der Außenwelt erblinden immer mehr Menschen und die Anstalt füllt sich. Bald häuft sich der Schmutz, und es herrschen Aggression und Gewalt, was darin gipfelt, dass eine Gruppe Blinder die Kontrolle über die Lebensmittelversorgung übernimmt, um die anderen Insassen materiell und körperlich auszubeuten.
Mitten in all dem Chaos gibt es eine Frau, die sehen kann. Sie hat die Blindheit nur vorgetäuscht, um ihren Mann, der Arzt ist, begleiten zu können. Sie verrät dies aber aus Angst, zur Dienstbotin gemacht zu werden, nicht und hilft im Verborgenen, wo sie kann. Sie ist es, die nach einer Zeit der Unterdrückung und Ausbeutung den Anführer der verbrecherischen Bande umbringt, was einen regelrechten Krieg auslöst, der damit endet, dass die Anstalt abbrennt.
Zunächst fürchten die Blinden um ihr eigenes Leben, da die Soldaten, die sie bewachen, bereits mehrere von ihnen erschossen haben. Doch es sind keine Wachleute mehr da. Die sehende Frau schart eine kleine Gruppe um sich, mit der sie zurück in die Stadt geht. Inzwischen sind alle Menschen erblindet, es herrschen unmenschliche Umstände, auf den Straßen türmt sich der Dreck. Strom oder fließendes Wasser gibt es nicht mehr und Scharen von Blinden suchen verzweifelt nach Lebensmitteln und Obdach. Viele von ihnen finden den Tod. Der Frau gelingt es, mit ihrer Sehkraft das Überleben der Gruppe zu sichern.
Völlig überraschend erhält der als Erster erblindete Autofahrer sein Augenlicht zurück. Nach und nach können alle wieder sehen.

## Adaption und Fortsetzung
- Unter dem Titel Die Stadt der Blinden wurde der Roman von dem brasilianischen Regisseur Fernando Meirelles filmisch umgesetzt. Die Hauptfiguren des Augenarztes und seiner Frau werden dabei von Mark Ruffalo und Julianne Moore gespielt. Premiere hatte der Film am 14. Mai 2008 bei den Filmfestspielen von Cannes.
- Claudia Grehn schrieb 2008 für das Münchner Akademietheater eine Dramatisierung des Romans, die von Moritz Schönecker zur Wiedereröffnung der Reaktorhalle des Prinzregententheaters uraufgeführt wurde.[1]
- Kurz vor seinem Tod erteilte José Saramago dem deutschen Komponisten Anno Schreier die Rechte für eine auf dem Buch basierenden Oper. Das Libretto verfasste Kerstin Maria Pöhler. "Die Stadt der Blinden" wurde am 12. November 2011 am Opernhaus Zürich uraufgeführt.
- Der Roman Die Stadt der Sehenden stellt insofern eine Fortsetzung dar, als dieselben Akteure auftreten. Die Handlung hat jedoch mit den Ereignissen aus Die Stadt der Blinden nichts mehr zu tun.

## Besonderheit im Stil
Zunächst fällt auf, dass direkte Rede nicht durch Anführungszeichen oder anderswie gekennzeichnet, sondern in den Text eingeflochten ist (eine Vorgehensweise, die der Autor in vielen seiner Texte pflegt).
Der Text ist in wenige Kapitel unterteilt, diese tragen keine Nummern oder Überschriften, lediglich durch Fettdruck der ersten Wörter ist der Kapitelanfang erkennbar. Innerhalb der Kapitel sind Absätze sehr selten. Dadurch entsteht eine große kontinuierliche Textfläche (sie ist gleichbedeutend mit der großen unstrukturierten weißen Fläche, die die Blinden „sehen“).
Situationen und Handlungen werden komplex beschrieben: Das Augenscheinliche wird hinterfragt, Motivationen der Figuren diskutiert, Medaillen auch mit ihrer Kehrseite präsentiert, Sprichwörter und Volksweisheiten zur Erklärung und Beschreibung herangezogen. Mit diesen Mitteln versucht der Text, sich der Beschreibung der Realität anzunähern (wie ein Blinder, der tastend versucht zu verstehen, womit er es zu tun hat). Der Autor bezieht dadurch in vielen Fällen keine eindeutige Stellung, sondern überlässt es dem Leser, sich eine Meinung über die handelnden Personen zu bilden. Trotz der sehr drastischen, existenziellen Handlung entfaltet Saramago auch Humor – manchmal einen schwarzen Humor, manchmal gewitzte Volksschläue. Zweck der humoristischen Einsprengsel dürfte sein, den Leser ein wenig auszubalancieren, schließlich sind weite Strecken des Textes in ihrer drastischen Art kaum erträglich.
Auffallend ist das geschickte Spiel mit der Erzählperspektive. Weite Passagen sind durch eine personale Erzählperspektive geprägt, vorzugsweise aus der Sicht der einzig Sehenden. Der Erzähler schlüpft bei Bedarf aber auch in andere Personen – beispielsweise, wenn diese näher am Ort des Geschehens als die Frau des Arztes sind. Weitere Passagen kommen aus der Ich-Perspektive, einige wenige sogar aus einer Wir-Perspektive. Dann ist der Leser in dieses „Wir“ einbezogen. Schließlich bekommt auch ein auktorialer Erzähler Platz, wobei Saramago nicht als „allwissender Erzähler“ schreibt, der auktoriale Erzähler muss nämlich dem Leser gegenüber begründen, warum er manches weiß und aus welchen Quellen er sein Wissen schöpft.
Zudem wird im gesamten Roman kein Name genannt, weder einer der Personen, noch der Stadt, des Landes etc. Dieses Merkmal verstärkt die Anonymität der Blinden gegenüber den anderen Blinden aus der Sicht des Lesers. Gleichzeitig wird der Anspruch des Autors verdeutlicht, eine universelle Geschichte erzählen zu wollen.

## Interpretationsansatz
Der Text kann als eine Antwort Saramagos auf Die Pest von Albert Camus gelesen werden.
Blindheit ist bei Saramago eine Metapher für die Unfähigkeit des Menschen, Gut und Böse zu unterscheiden. Saramago spricht mehrfach von der „Blindheit des Herzens“. Deutlich wird dies beispielsweise auch in dieser Passage: „... bitte fragt mich nicht, was das Gute und was das Böse ist, wir wussten es immer, als die Blindheit noch eine Ausnahme war ...“. Saramago gibt im ganzen Text keine explizite Antwort auf die aufgeworfene Frage, bezieht aber eine eindeutige Stellung zugunsten der Opfer von Willkür und Gewaltherrschaft.
Eine zweite Komponente der Blindheit ist die von ihr ausgehende Hilflosigkeit und Schutzlosigkeit. Gegen Ende des Textes denkt der Arzt darüber nach, dass nur „Organisation“ weiter hilft: „… auch der Körper ist ein organisiertes System, er ist lebendig, solange er organisiert ist, und der Tod ist nichts anderes als die Auswirkung einer Desorganisation.“ Erste Blinde beginnen über eine Art gesellschaftliche Organisation nachzudenken, doch bevor sich eine der Überlegungen in der Praxis bewähren muss, werden alle Blinden wundersamerweise wieder sehend.

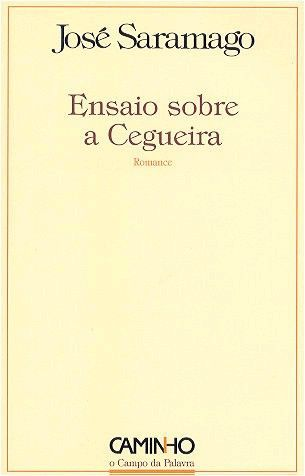
Erstausgabe